# ヴラジーミル・ペトロフ (アイスホッケー)
ヴラジーミル・ヴラジーミロヴィチ・ペトロフ（ロシア語: Влади́мир Влади́мирович Петро́в, ラテン文字転写: Vladimir Vladimirovich Petrov、1947年6月30日 - 2017年2月28日）は、ソビエト連邦（現在のロシア）のアイスホッケー選手。
ワレリー・ハルラモフ、ボリス・ミハイロフと共に「黄金のトロイカ」と呼ばれたアイスホッケーソビエト連邦代表が最強だった時代を代表する選手。

## 経歴
1947年6月30日、モスクワ郊外のクラスノゴルスクで生まれた。
アレクセイ・グリシェフヘッドコーチの率いるPHCクリリヤ・ソヴェトフで1965-67シーズン、アナトリ・タラソフヘッドコーチの率いるHC CSKAモスクワで1967-81シーズン、SKAレニングラードで1981-83シーズンプレーした。CSKA、ソ連代表でボリス・ミハイロフ、ワレリー・ハルラモフと組んだラインは史上最強ラインの1つとして知られる。このトリオでソビエト連邦国内リーグ（ソビエト・チャンピオンシップリーグ）では1086ゴール、ソビエト連邦代表で538ゴールをあげた。世界選手権での歴代ポイントランクでミハイロフが98得点、71アシストの169ポイント、ハルラモフが74得点、85アシストの159ポイントで2位、ペトロフが74得点、80アシストの154ポイントで歴代4位となった。1973年にはこのラインで86ポイントと1回の世界選手権における最多ポイントをあげている。
1969-70シーズンには51得点をあげたが、これはソビエトリーグにおいてわずか4人しか達成していない記録である。
オリンピックに3大会出場、1972年のサミットシリーズにも全8試合に出場し3ゴール、4アシストをあげた。
1992年5月22日から1994年4月8日までロシアアイスホッケー協会の会長を務めた。
2006年に国際アイスホッケー連盟殿堂入りを果たした。
2017年、死去。

## 人物
スケーティング技術はチームメートに比べて劣っていたが、スティックさばき、シュート力、フェイスオフ、フォアチェックに優れていた。

## 詳細情報

### 記録
- 世界選手権オールスター4回（1973年、1975年、1977年、1979年）
- 世界選手権得点王4回（1973年、1975年、1977年、1979年）
- ソビエトリーグ最優秀選手2回（1972年、1973年）
- ソビエトリーグオールスター4回（1973年、1975年、1977年、1979年）
- ソビエトリーグ得点王5回（1970年、1973年、1975年、1978年、1979年）[2]

### 代表歴
- 1969年アイスホッケー世界選手権ソビエト連邦代表
- 1970年アイスホッケー世界選手権ソビエト連邦代表
- 1971年アイスホッケー世界選手権ソビエト連邦代表
- 1972年オリンピックアイスホッケーソビエト連邦代表
- 1972年アイスホッケー世界選手権ソビエト連邦代表
- 1972 サミット・シリーズ ソビエト連邦代表
- 1973年アイスホッケー世界選手権ソビエト連邦代表
- 1974年アイスホッケー世界選手権ソビエト連邦代表
- 1975年アイスホッケー世界選手権ソビエト連邦代表
- 1976年オリンピックアイスホッケーソビエト連邦代表
- 1976年アイスホッケー世界選手権ソビエト連邦代表
- 1977年アイスホッケー世界選手権ソビエト連邦代表
- 1978年アイスホッケー世界選手権ソビエト連邦代表
- 1979年アイスホッケー世界選手権ソビエト連邦代表
- 1980年オリンピックアイスホッケーソビエト連邦代表
- 1981年アイスホッケー世界選手権ソビエト連邦代表